# 久保田二郎

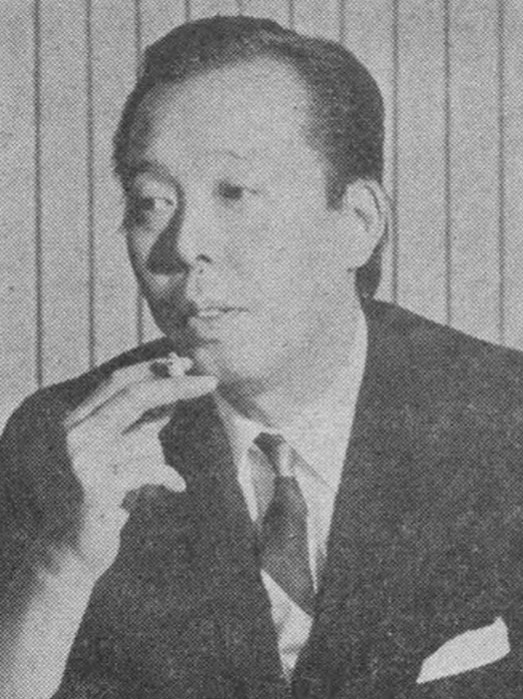
久保田二郎（1966年）

久保田 二郎（くぼた じろう、1926年 - 1995年4月）は、日本のエッセイスト、ジャズ評論家、雑誌編集者。東京都渋谷区千駄ヶ谷生まれ。香川県出身。日本にモダン・ジャズを初めて紹介した一人。

## 略歴

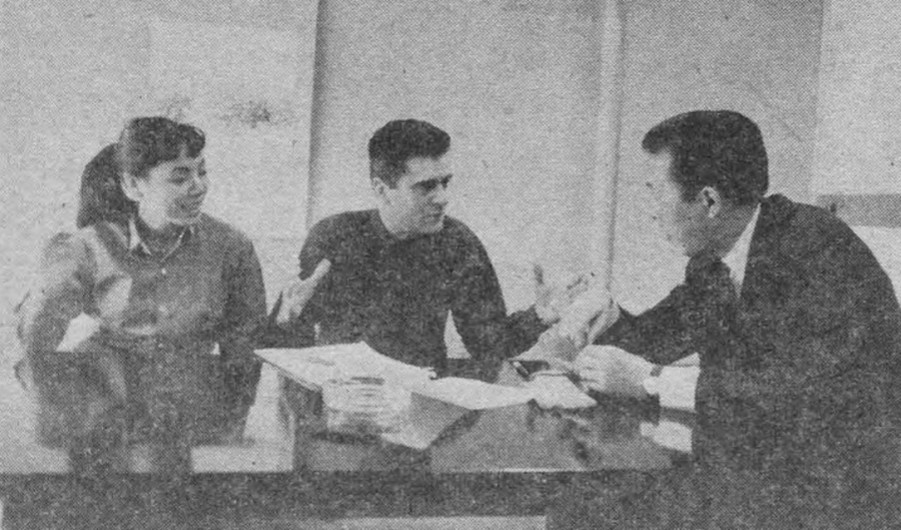
左から穐吉敏子、夫のチャーリー・マリアーノ、久保田（1961年）

千駄ヶ谷の鳩森八幡神社の裏の屋敷街で育つ。幼少からアメリカ文化の影響を強く受ける。青山師範付属小学校卒業。法政大学卒業。戦後、ジャズ・ドラマーを経て、博学なジャズ評論家として活躍し、キング・ジャズ・シリーズの監修者を担う。『スイングジャーナル』誌の編集長となり、ジャズについて書き始めていた植草甚一を起用した。
日本初のステレオLPレコードや、今のテレビ音楽番組のスタイルを確立するなど、日本の音楽界に大きく貢献。数年の沈黙後、エッセイストとして復活。テレビドラマにも出演して多才ぶりを発揮した。

## 著作
- 『極楽島ただいま満員』晶文社 1976年
- 『ああパーティの夜はふけて』晶文社 1977年
- 『手のうちはいつもフルハウス』話の特集 1979年 のち角川文庫
- 『最後の二十五セントまで』冬樹社 1980年 のち角川文庫
- 『そして天使は歌う』冬樹社 1981年 のち角川文庫
- 『人生は楽しき集い LIFE GOES TO A PARTY』角川書店 1984年
- 『20世紀号ただいま出発 JIRO KUBOTA'S PANORAMIC ESSAY』マガジンハウス 1985年
- 『鎌倉幕府のビッグ・ウェンズデー』角川文庫 1986年
- 『ニューヨーク大散歩』新潮文庫　1987年
- 『アンド・ジ・エンジェルズ・シング 久保田二郎「傑作選」』河出書房新社 1999年